# Rio Meta
O rio Meta é um dos maiores afluentes do rio Orinoco; nasce em território colombiano na Cordilheira Oriental dos Andes.
O rio segue em direção nordeste até a confluência de seu afluente o rio Cravo Norte e depois, por cerca de 200 km, conforme a fronteira colombo-venezuelana, na direção leste até desembocar em Puerto Carreño.
O Meta tem um comprimento de quase 1000 km, dos quais 785 são navegáveis.